# Mauro Raffaelli
Mauro Raffaelli (1944 ) es un botánico y catedrático italiano. En 1969, se graduó en Ciencias Naturales en la Universidad de Florencia. Desarrolló actividades académicas como profesor de Botánica Sistemática desde 1994, trabajando en el Departamento de Biología Vegetal de la Universidad de Florencia. Director del Departamento de Biología Vegetal desde 2007, Presidente del Centro de Estudios Herbario Tropical desde 2004, Director de Webbia: Revista Internacional de Botánica Sistemática y Fitogeografía, de 1998 a 2007. Responsable de Italia del Programa Europeo de Cartografía de la flora de Europa (Atlas Florae Europaeae, Helsinki, Finlandia).
Se ha especializado en taxonomía de géneros críticos de la flora tropical, en particular península arábiga y este de África (Desmidorchis, Nanorrhinum, Boswellia, Polygala); y en taxonomía y corología de géneros y especies de la flora italiana y mediterránea (Biscutella, Polygonum, Parietaria, Euphorbia).

## Algunas publicaciones
- Raffaelli M. 2009. Il Museo di Storia Naturale dell'Università di Firenze – Le collezioni botaniche. Vol. 2, 6. Editor Firenze Univ. Press, 352 pp. ISBN 8884539552 en línea
- Raffaelli, Baldini M., Cuccuini P. et al., (Collaboratori per l'Italia), in: KURTTO A., FRÖHNER S. & LAMPINEN R. (eds.) 2007. Atlas Florae Europaeae. 14. Rosaceae (Alchemilla and Aphanes) pp. 200; maps 3557-3912. Helsinki
- Raffaelli M., Tardelli M., 2007. L’incenso fra mito e realtà. Produzione, commercio e raccolta della resina, ieri e oggi. Le specie di Boswellia (Burseraceae) conosciute. Conservazione delle piante in natura. C.S.E.T. Pubbl. n. 108. Fotolitoimmagine, Firenze
- Raffaelli M., Mosti S., Tardelli M. 2007. Polygala moggii (Polygalaceae), a new species from Oman. Webbia 62(2): 269-274
- Raffaelli M., Mosti M., Tardelli M. 2006. Boswellia sacra Flueck. (Burseraceae) in the Hasik area (eastern Dhofar, Oman) and a list of the surrounding flora. Webbia 61(2): 245-251
- Mosti S., Raffaelli M, Tardelli M. 2006. Contribution to the knowledge of the flora of Wadi Andur (Dhofar, Southern Oman). Webbia 61(2): 253-260
- Lastrucci L., Raffaelli M. 2006. Contributo alla conoscenza della flora delle zone umide planiziarie e collinari della Toscana orientale: la provincia di Arezzo (Italia centrale). Webbia 61(2): 271-304
- Mosti S., Raffaelli M., Brighigna L. 2005. The Tillandsia trichome (Bromeliaceae) and its use in species identification. Webbia 60(2): 577-598
- Mosti S., Raffaelli M. 2004. Desmidorchis tardellii (Asclepiadaceae), a new species from Dhofar, southern Oman. Webbia 59 (2): 285-291
- Bigazzi M., Raffaelli M. 2000. Taxonomy of two Cymbalaria species (Scrophulariaceae) endemic to Italy: C. glutinosa sp. nov. and C. pubescens (J.&C. Presl) Cuf. Webbia 54(2): 193-205
- Raffaelli M., Baldoin L. 1997. Il complesso di Biscutella laevigata L. (Cruciferae) in Italia. Webbia 52 (1): 87-128

## Eponimia
- (Cactaceae) Aylostera raffaellii (Mosti & Papini) Mosti & Papini[2]
- (Cactaceae) Rebutia raffaellii Mosti & Papini[3]